# 立田駅
立田駅（たてだえき）は、高知県南国市立田にある、土佐くろしお鉄道ごめん・なはり線の駅である。駅番号はGN38。

## 歴史
- 2002年（平成14年）7月1日：土佐くろしお鉄道ごめん・なはり線の駅として開設。

## 駅構造

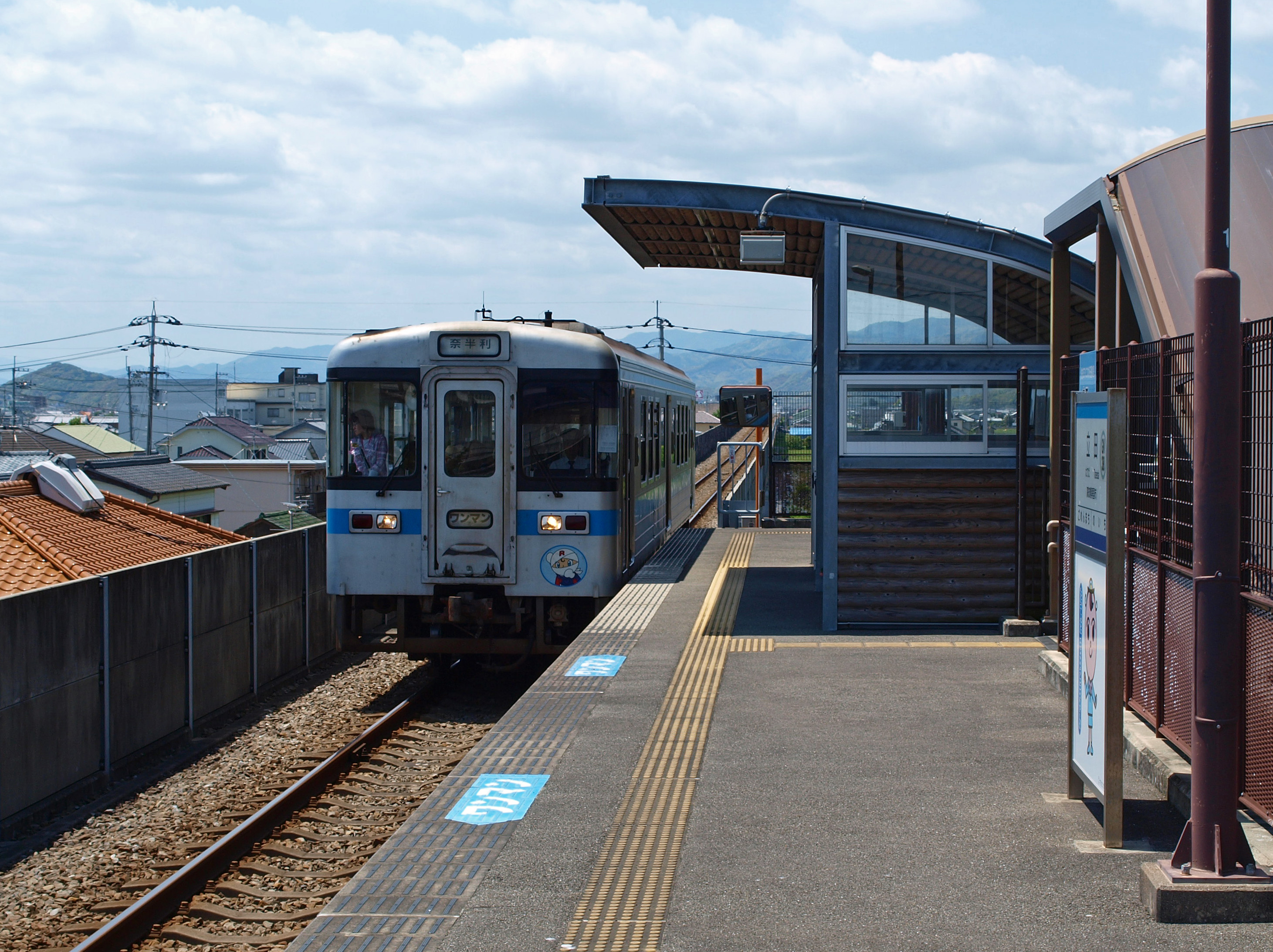
ホーム

線路北側（安芸方面向かって左側）に単式ホーム1面1線を有する高架駅。
無人駅。駅舎は無いため、直接ホームへ上がる形となっている。ホームへ上がる階段には屋根が設置されている。

## 駅周辺
高知空港（高知龍馬空港）と距離的に最も近い駅である。開業前には当駅から分岐して空港へ至る路線も検討されたが、採算が合わないとして断念された。現在は宅地化が進行中である。
- 南国市立香南中学校
- 南国市立日章小学校
- 高知工業高等専門学校
- 高知大学農林海洋科学部
- タマリン館
- 南国厚生病院
- KBツヅキ高知工場

## イメージキャラクター
名称は「たてだ そらこちゃん」。高知空港が駅近くにあることから、航空機の客室乗務員風服装の女の子である。
なお、キャラクターモニュメントは駅入口東方に設置されている。またモニュメント裏手には、航空機のプロペラをモチーフとしたトイレも設置されている。

## その他
- 仮称は土佐電気鉄道安芸線に設けられていた駅名と同じ「日章駅」であった[2]。なお、安芸線にはほぼ同位置に立田駅が存在した。

## 隣の駅
土佐くろしお鉄道
■ごめん・なはり線
■快速
通過
■普通
後免町駅 (GN39) - 立田駅 (GN38) - のいち駅 (GN37)